# Sukalaksana (Talegong)
Sukalaksana is een bestuurslaag in het regentschap Garut van de provincie West-Java, Indonesië. Sukalaksana telt 5725 inwoners (volkstelling 2010).